# Fernanda Andrade
Fernanda Andrade (São José dos Campos, 8 de março de 1984), é uma atriz brasileira de carreira internacional.

## Biografia
Nascida em São José dos Campos, mudou para os EUA aos 11 anos, pelo fato de que seu pai foi transferido a trabalho para Miami, na Flórida. Fernanda iniciou a carreira de atriz aos 16 anos. Participou do filme do canal americano HBO, For Love or Country, ao lado de Andy Garcia. Atuou também na série Fallen (Anjos Caídos), de 2007, também da HBO, e ainda em um episódio de CSI: NY, da rede americana CBS. Recentemente é protagonista do filme The Devil Inside, que estreou em Janeiro de 2012.

## Filmografia
| Ano  | Título                                         | Papel            | Notas                                            |
| ---- | ---------------------------------------------- | ---------------- | ------------------------------------------------ |
| 2000 | For Love or Country: The Arturo Sandoval Story | Paloma           |                                                  |
| 2001 | The Suitor                                     | Carmencita       |                                                  |
| 2002 | CSI: Miami                                     | Elena De Soto    | Episódio: Wet Foot/Dry Foot                      |
| 2003 | La americanita                                 | Marisol          | Curta-metragem                                   |
| 2007 | Kill Quincy Wright                             | Abby             | Curta-metragem                                   |
| 2007 | Fallen                                         | Vilma Rodriguez  | Minissérie                                       |
| 2007 | Dicas de um Sedutor                            |                  |                                                  |
| 2009 | Why Am I Doing This?                           | Marianne         |                                                  |
| 2010 | CSI: NY                                        | Yvonne           | Episódio: Tales from the Undercard               |
| 2010 | Undercovers                                    | Pigtails         | Episódio: Not Without My Daughter                |
| 2011 | Law & Order: Los Angeles                       | Lucia            | Episódio: Hayden Tract                           |
| 2011 | The Glades                                     | Juliana Amparo   | Episódio: Swamp Thing                            |
| 2011 | Sons of Anarchy                                | Elyda            | Episódio: Booster; Out                           |
| 2011 | The Mentalist                                  | Sofia Chavez     | Episódio: Where in the World is Carmine O'Brien? |
| 2012 | The Devil Inside                               | Isabella Rossi   |                                                  |
| 2014 | Scorpion                                       | Rene Munoz       | Episódio: Once Bitten, Twice Die                 |
| 2016 | Most Wanted                                    | Christina Santos |                                                  |
| 2022 | Moon Knight                                    | Wendy Spector    | Recorrente                                       |